# (8195) 1993 UC1
A (8195) 1993 UC1 a Naprendszer kisbolygóövében található aszteroida. Eleanor F. Helin fedezte fel 1993. október 19-én.